# NGC 3904
NGC 3904 este o galaxie eliptică situată în constelația Hidra. A fost descoperită în 7 martie 1791 de către William Herschel. Se află la o distanță de 28,31 de megaparseci de Pământ.